# 長門古市駅
長門古市駅（ながとふるいちえき）は、山口県長門市日置上（）字五反田にある、西日本旅客鉄道（JR西日本）山陰本線の駅である。

## 歴史
- 1929年（昭和4年）10月13日：鉄道省美禰線（現・山陰本線）黄波戸駅 - 当駅間延伸時に終着駅として開設。客貨取扱開始[1]。
- 1930年（昭和5年）12月7日：美禰線当駅 - 小串線（当時）阿川駅間延伸、途中駅となる。
- 1933年（昭和8年）2月24日：当駅を含む美禰線の一部区間が山陰本線に編入、同線所属駅となる。
- 1964年（昭和39年）6月1日：貨物取扱廃止[1]。
- 1986年（昭和61年）4月1日：無人駅化[2]
- 1987年（昭和62年）4月1日：国鉄分割民営化に伴い、西日本旅客鉄道（JR西日本）の駅となる[1]。
- 2001年（平成13年）2月：現駅舎に改築。
- 2023年（令和5年）
  - 7月1日：大雨の影響で長門粟野駅 - 阿川駅間の粟野川橋梁が傾斜[3]等の被害を受けたため、当駅を含む長門市駅 - 小串駅間で不通となる[4]。
  - 7月4日：不通区間で代行バスが運行開始[5]。
- 2024年（令和6年）
  - 6月22日：長門市駅 - 人丸駅間で運転再開[6]。

## 駅構造
相対式ホーム2面2線を有する交換設備を備えた地上駅。長門鉄道部管理で、平成初期までは有人駅であったが、現在は無人駅であり、自動券売機等の設備もない。駅舎は2001年に改築され、「ふれあいプラザはまゆう日置」というコミュニティ施設となっている。その駅舎は下りホーム側にあり、上りホームへは長門市寄りにある跨線橋で連絡している。

### のりば
| ホーム | 路線      | 方向 | 行先                 |
| ------ | --------- | ---- | -------------------- |
| 駅舎側 | ■山陰本線 | 下り | 滝部・小串・下関方面 |
| 反対側 | ■山陰本線 | 上り | 長門市・東萩方面     |

※案内上ののりば番号は設定されていない。

## 利用状況
近年の1日平均乗車人員の推移は以下の通り。
| 乗車人員推移 | 乗車人員推移 |
| 年度         | 1日平均人数  |
| ------------ | ------------ |
| 1999         | 383          |
| 2000         | 350          |
| 2001         | 293          |
| 2002         | 284          |
| 2003         | 264          |
| 2004         | 240          |
| 2005         | 221          |
| 2006         | 218          |
| 2007         | 225          |
| 2008         | 214          |
| 2009         | 205          |
| 2010         | 185          |
| 2011         | 181          |
| 2012         | 164          |
| 2013         | 184          |
| 2014         | 162          |
| 2015         | 162          |
| 2016         | 152          |
| 2017         | 126          |
| 2018         | 121          |
| 2019         | 113          |
| 2020         | 107          |
| 2021         | 105          |
| 2022         | 93           |

## 駅周辺
旧日置町（2005年に長門市と合併）中心部に当たり、住宅や商店が多い。田畑もある。駅約400m南側を国道191号（北浦街道）が通っている。
- 長門市役所 日置総合支所
- 日置歴史民俗資料館
- 日置郵便局
- 山口県立大津緑洋高等学校日置校舎
- 長門市立日置中学校
- 長門市立日置小学校
- 千畳敷：当駅が最寄駅。駅から車で約10分。
- 元乃隅神社：当駅が最寄駅。駅から車で約20分。
- 国道191号（北浦街道）
- 山口県道66号長門油谷線
- 山口県道281号俵山長門古市停車場線

### バス路線
「古市駅」停留所にて、ブルーライン交通の路線が発着する。
- 道の駅センザキッチン
- 油谷島

## 隣の駅
西日本旅客鉄道（JR西日本）
■山陰本線
黄波戸駅 - 長門古市駅 - 人丸駅